# سی‌بی‌سی
سی‌بی‌سی (به انگلیسی: Canadian Broadcasting Corporation) قدیمیترین و یکی از بزرگترین رسانه‌های جمعی کشور کاناداست. سی بی سی دارای کانال تلویزیونی و رادیوهای مختلف است و به عنوان رسانه ملی کانادا شناخته می‌شود. نخستین رادیوی سی بی سی در سال 1936 افتتاح شد، از این رو سی بی سی به عنوان قدیمی‌ترین رادیوی سراسری کشور کانادا شناخته می‌شود .
کانال تلویزیونی سی‌بی‌سی همان کانال ۶ تلویزیون کانادا بدون ماهواره است که در سال ۱۹۵۲ تأسیس شده‌است.
این شبکهٔ تلویزیونی برنامه‌های فرهنگی، اجتماعی و سیاسی را به زبان انگلیسی پخش می‌کند.
سی‌بی‌سی وابسته به دولت فدرال کانادا می‌باشد.

## نگارخانه